# Stosicia houbricki
Stosicia houbricki is een slakkensoort uit de familie van de Rissoidae. De wetenschappelijke naam van de soort is voor het eerst geldig gepubliceerd in 1996 door Sleurs.